# Zemljopis Samoe
Nezavisna država Samoa se sastoji od dva velika otoka, Upolu i Savai'i te od osam manjih otoka koji se nalaze između Havaja i Novog Zelanda. 
Na otoku Upalu žive tri četvrtine samoanske populacije i na njemu je smješten glavni grad Apia. Klima je tropska a kišna sezona traje od studenog do travnja.
Prema istoku se nalazi manja, Američka Samoa.
Lokacija: Oceanija, grupa otoka na jugu pacifičkog oceana.
Koordinati:13°35′S 172°20′W / 13.583°S 172.333°W
Površina:

sveukupno:
2.944 km²

kopno:
2.934 km²

voda:
10 km²
Površina usporediva sa: poluotok Istra
Dužina obale: 403 kilometara
Klima: tropska, kišna sezona od studenog do travnja
Teren: Dva glavna otoka Savai'i i Upola, naseljeni otoci: Manono
Najniža i najviša točka: Pacifički ocean, 0 metara; Silisili, 1858 metara
Prirodni resursi: bjelogorična stabla, ribe, hidroenergija